# Cédric Soares
Pour les articles homonymes, voir Soares.
Cédric Ricardo Alves Soares, plus couramment appelé Cédric, né le 31 août 1991 à Singen en Allemagne, est un footballeur portugais. qui évolue au poste de défenseur au São Paulo FC.
Il est également de nationalité allemande.

## Biographie

### Carrière en club

#### Sporting Portugal
Il est un pur produit du prestigieux Centre de formation du Sporting Portugal qu'il intègre en 1998 à l'âge de 7 ans. Après être passé par les différentes catégories de jeunes, il intègre l'équipe première en 2010-11, après l'avoir déjà côtoyée sans jouer en 2008-09. Il débute le 4 novembre 2010 lors d'un déplacement sur la pelouse de KAA La Gantoise en Ligue Europa et délivre une passe décisive d'un centre précis. Il disputera en tout 5 matchs officiels lors de cette saison, dont les deux dernières journées de championnat en tant que titulaire, profitant de la suspension du latéral-droit titulaire, João Pereira.
Amené également à rester dans l'ombre de l'international portugais s'il restait, il est prêté en 2011-12 à l'Académica Coimbra où il s'impose en tant que titulaire avec 29 matchs officiels disputés dans la saison.
Le 28 septembre 2013, il inscrit le but de la victoire du Sporting sur la pelouse du SC Braga d'une belle frappe de loin à la 86e minute. En récompense de son excellente forme, il est convoqué en sélection A par Paulo Bento pour la première fois de sa carrière, en figurant dans la liste pour les rencontres face à Israël et le Luxembourg (11 et 15 octobre 2013).

#### Southampton FC
Le 18 juin 2015, le Sporting et Southampton trouvent un accord à hauteur de 6,5 millions d'euros. Le Portugais s'engage pour quatre ans avec les Saints. Le 30 juillet 2015 il fait ses débuts pour les Saints lors d'un match contre le Vitesse Arnhem (victoire 3-0).

#### Arsenal FC
Il est prêté à Arsenal le 31 janvier 2020. Le 1er juillet 2020, il joue son premier match contre Norwich et marque le quatrième but d'Arsenal,.
Le 24 août 2020, Arsenal annonce avoir levé l'option d'achat de Cédric. Le Portugais s'engage donc pour quatre saisons avec le club anglais.
Le 31 janvier 2023, dans les derniers instants du mercato hivernal, il est prêté pour une durée de six mois à Fulham FC, sans option d'achat. 

### En sélection
Né en Allemagne, il retourne cependant rapidement au Portugal, et choisit de représenter le Portugal en sélection nationale, après être passé par les U-16, U-17, U-18, U-19, U-20 et Espoirs (U-21).
Il participe au championnat d'Europe des moins de 19 ans 2010 qui se déroule en France, puis à la Coupe du monde des moins de 20 ans 2011 organisée en Colombie. Lors du mondial, il est titulaire indiscutable et joue sept matchs. Le Portugal atteint la finale de la compétition, en étant battu par le Brésil.
Il reçoit sa première sélection en équipe nationale le 11 octobre 2014 en amical contre la France. Le 10 juillet 2016, il est sacré champion d'Europe avec la sélection portugaise en finale de l'Euro 2016 face à la France, organisatrice du tournoi.
Il marque son premier but en sélection lors du tout premier match du Portugal en Coupe des confédérations face au Mexique lors de l'édition 2017 de la compétition. Pensant donner un avantage décisif à son équipe en inscrivant le but du 2-1, le match se soldera sur un match nul 2 partout.
Il est ensuite convoqué pour participer à la Coupe du monde 2018 en Russie. 

## Statistiques
| Saison                | Club                     | Championnat           | Championnat | Championnat | Coupe nationale | Coupe nationale | Coupe de la Ligue | Coupe de la Ligue | Supercoupe | Supercoupe | Compétition(s) continentale(s) | Compétition(s) continentale(s) | Compétition(s) continentale(s) | Total | Total |
| Saison                | Club                     | Division              | M.          | B.          | M.              | B.              | M.                | B.                | M.         | B.         | Comp.                          | M.                             | B.                             | M.    | B.    |
| 2010-2011             | Sporting Portugal        | Liga NOS              | 2           | 0           | -               | -               | 1                 | 0                 | -          | -          | C3                             | 2                              | 0                              | 5     | 0     |
| 2012-2013             | Sporting Portugal        | Liga NOS              | 13          | 1           | -               | -               | 3                 | 0                 | -          | -          | C3                             | 7                              | 0                              | 23    | 1     |
| 2013-2014             | Sporting Portugal        | Liga NOS              | 28          | 1           | 3               | 0               | 1                 | 0                 | -          | -          | -                              | -                              | -                              | 32    | 1     |
| 2014-2015             | Sporting Portugal        | Liga NOS              | 24          | 0           | 4               | 0               | -                 | -                 | -          | -          | C1+C3                          | 5+2                            | 0+0                            | 35    | 0     |
| Sous-total            | Sous-total               | Sous-total            | 67          | 2           | 7               | 0               | 4                 | 0                 | -          | -          | -                              | 16                             | 0                              | 94    | 2     |
| 2011-2012             | Académica Coimbra (prêt) | Liga NOS              | 24          | 0           | 5               | 0               | -                 | -                 | -          | -          | -                              | -                              | -                              | 29    | 0     |
| Sous-total            | Sous-total               | Sous-total            | 24          | 0           | 5               | 0               | -                 | -                 | -          | -          | -                              | -                              | -                              | 29    | 0     |
| 2015-2016             | Southampton FC           | Premier League        | 24          | 0           | -               | -               | 2                 | 0                 | -          | -          | C3                             | 1                              | 0                              | 27    | 0     |
| 2016-2017             | Southampton FC           | Premier League        | 30          | 0           | -               | -               | 3                 | 0                 | -          | -          | C3                             | 1                              | 0                              | 34    | 0     |
| 2017-2018             | Southampton FC           | Premier League        | 32          | 0           | 4               | 1               | -                 | -                 | -          | -          | -                              | -                              | -                              | 36    | 1     |
| 2018-2019             | Southampton FC           | Premier League        | 18          | 1           | 2               | 0               | 2                 | 0                 | -          | -          | -                              | -                              | -                              | 22    | 1     |
| 2019-2020             | Southampton FC           | Premier League        | 16          | 0           | 1               | 0               | 2                 | 1                 | -          | -          | -                              | -                              | -                              | 19    | 1     |
| Sous-total            | Sous-total               | Sous-total            | 120         | 1           | 7               | 1               | 9                 | 1                 | -          | -          | -                              | 2                              | 0                              | 138   | 3     |
| 2018-2019             | Inter Milan (prêt)       | Serie A               | 4           | 0           | 1               | 0               | -                 | -                 | -          | -          | C3                             | 4                              | 0                              | 9     | 0     |
| Sous-total            | Sous-total               | Sous-total            | 4           | 0           | 1               | 0               | -                 | -                 | -          | -          | -                              | 4                              | 0                              | 9     | 0     |
| 2019-2020             | Arsenal FC (prêt)        | Premier League        | 5           | 1           | -               | -               | -                 | -                 | -          | -          | -                              | -                              | -                              | 5     | 1     |
| Sous-total            | Sous-total               | Sous-total            | 5           | 1           | -               | -               | -                 | -                 | -          | -          | -                              | -                              | -                              | 5     | 1     |
| 2020-2021             | Arsenal FC               | Premier League        | 10          | 0           | 2               | 0               | 2                 | 0                 | 1          | 0          | C3                             | 9                              | 0                              | 24    | 0     |
| 2021-2022             | Arsenal FC               | Premier League        | 31          | 1           | 1               | 0               | 4                 | 0                 | -          | -          | -                              | -                              | -                              | 36    | 1     |
| 2022-2023             | Arsenal FC               | Premier League        | 2           | 0           | -               | -               | 1                 | 0                 | -          | -          | C3                             | 1                              | 0                              | 4     | 0     |
| 2023-2024             | Arsenal FC               | Premier League        | 3           | 0           | -               | -               | 1                 | 0                 | -          | -          | C1                             | 1                              | 0                              | 5     | 0     |
| Sous-total            | Sous-total               | Sous-total            | 34          | 1           | 3               | 0               | 8                 | 0                 | 1          | 0          | -                              | 11                             | 0                              | 57    | 1     |
| 2022-2023             | Fulham FC (prêt)         | Premier League        | 7           | 0           | 2               | 0               | -                 | -                 | -          | -          | -                              | -                              | -                              | 9     | 0     |
| Sous-total            | Sous-total               | Sous-total            | 7           | 0           | 2               | 0               | 0                 | 0                 | 1          | 0          | -                              | 0                              | 0                              | 10    | 0     |
| Total sur la carrière | Total sur la carrière    | Total sur la carrière | 262         | 5           | 25              | 1               | 21                | 1                 | 1          | 0          | -                              | 33                             | 0                              | 342   | 7     |

## Palmarès

### En club
- Vainqueur de la Coupe du Portugal en 2012 avec l'Académica Coimbra et en 2015 avec le Sporting Portugal.
- Southampton FC
- Finaliste de la Coupe de la Ligue anglaise en 2017.
- Arsenal FC
- Vainqueur du Community Shield en 2020
- Vice champion de Premier League en 2024

### En sélection
- Portugal
  - Champion d'Europe en 2016.